# 7494 Xiwanggongcheng
7494 Xiwanggongcheng este un asteroid din centura principală de asteroizi.

## Descriere
7494 Xiwanggongcheng este un asteroid din centura principală de asteroizi. A fost descoperit pe 28 octombrie 1995 la Xinglong în cadrul programului Beijing Schmidt CCD Asteroid Program. Asteroidul prezintă o orbită caracterizată de o semiaxă mare de 3,02 ua, o excentricitate de 0,05 și o înclinație de 8,1° în raport cu ecliptica.